# Iosif Chirilă
Iosif Chirilă (n. 5 ianuarie 1983, Constanța, România) este un canoist de origine română, triplu campion mondial în anii 2005, 2007 și 2015.

## Legături externe
- Iosif Chirilă la Comitetul Olimpic și Sportiv Român (arhivat)
- en Iosif Chirilă la Olympedia.org